# What We Do in the Shadow (phim truyền hình)
What We Do in the Shadows (tạm dịch: Chúng Ta Làm Gì Trong Bóng Tối) là một series phim truyền hình hài kinh dị và tài liệu giả tưởng Mỹ do Jemaine Clement tạo ra, được công chiếu vào ngày 27 tháng 3 năm 2019, trên kênh FX. Đây là series phim truyền hình thứ hai trong cùng loạt phim dựa trên bộ phim cùng tên năm 2014 được viết bởi Clement và Taika Waititi. Bộ phim xoay quanh 4 ma cà rồng ở cùng một căn nhà ở Staten Island. Phim có sự tham diễn của Kayvan Novak, Matt Berry, Natasia Demetriou, Harvey Guillén, và Mark Proksch.
Phần hai gồm 10 tập, ra mắt chính thức ngày 15 tháng 4 năm 2020. Phần ba ra mắt ngày 2 tháng 9 năm 2021. Tháng 8 năm 2021, loạt phim đã được quyết định thêm mùa thứ tư, tức là trước cả khi ra mắt phần thứ ba.

## Sơ lược
Lấy bối cảnh ở Đảo Staten, Chúng Ta Làm Gì Trong Bóng Tối kể về cuộc sống của ba ma cà rồng theo nghĩa thông thường - Nandor, Laszlo và Nadja; Colin Robinson - ma cà rồng năng lượng; và Guillermo, sứ ma của Nandor. Nội dung phim xoay quay những ma ca rồng hàng trăm năm tuổi sống trong thế giới hiện đại.

## Nhân vật

### Chính
- Kayvan Novak trong vai Nandor Tàn bạo, từng là thủ lĩnh khát máu của vương quốc hư cấu Al-Quolanudar ở miền Nam Iran và là một chiến binh phục vụ Đế chế Ottoman. Là ma cà rồng lớn tuổi nhất, anh ta tự xưng là thủ lĩnh của nhóm, và thường xuyên kêu các ma cà rồng trong nhà đến họp về những thứ vớ vẩn. Dù thực sự quan tâm đến sứ ma của mình - Guillermo, anh không thể hiện ra mặt. Nandor cũng khá ngây ngô về cách sống của xã hội và con người hiện đại, khiến Guillermo không khỏi nhiều lần ngao ngán.
- Matt Berry trong vai Leslie "Laszlo" Cravensworth, một quý tộc người Anh bị Nadja cắn, trở thành ma cà rồng và sau đó kết hôn với Nadja. Đầu óc anh lúc nào cũng nghĩ về sex. Anh từng làm diễn viên khiêu dâm. Anh thích điêu khắc cây cảnh trong sân thành hình của âm hộ, thậm chí là của vợ và mẹ mình. Có rất nhiều chi tiết ám chỉ anh chính là Jack the Ripper.
- Natasia Demetriou trong vai Nadja, một ma cà rồng người Romani, người đã biến Laszlo thành ma cà rồng và sau đó kết hôn với anh. Cô thường cảm thấy khó chịu với các ma cà rồng cùng nhà và hoài niệm về cuộc sống của mình lúc còn là con người. Cô có một mối tình với các kiếp đầu thai của hiệp sĩ tên Gregor suốt hàng trăm năm, nhưng kiếp nào anh cũng chết do bị chặt đầu. Trong phần hai, hồn ma doppelganger của cô (cũng do Demetriou thủ vai) nhập vào một con búp bê trong nhà.
- Harvey Guillén trong vai Guillermo De la Cruz, sứ ma người Latin của Nandor. Dù cực kỳ không hài lòng vì bị Nandor bóc lột cũng như khó chịu với sự vô đạo đức của Nandor, anh đã phục vụ chủ nhân của mình suốt 11 năm với hy vọng được biến thành ma cà rồng. Ước mơ này của anh xuất phát từ nhân vật Armand trong bộ phim Interview with the Vampire năm 1994. Cuối phần một, Guillermo phát hiện mình là hậu duệ của thợ săn ma cà rồng nổi tiếng Abraham Van Helsing, và quả thực anh rất có năng khiếu trong việc giết ma cà rồng.
- Mark Proksch trong vai Colin Robinson, một ma cà rồng năng lượng sống dưới tầng hầm. Anh ta sống bằng cách tiêu hao năng lượng của con người và ma cà rồng bằng sự nhàm chán hoặc bực bội. Anh có thể đi lại vào ban ngày và vào nhà thờ mà không bị sao, thế nên anh có thể đi làm và ăn năng lượng của đồng nghiệp. Khác với các ma cà rồng khác, vẻ ngoài của anh không có gì khác thường, ngoại trừ đôi mắt sẽ biến màu khi ăn, và hình ảnh phản chiếu nhợt nhạt trong gương. Các ma cà rồng chung nhà không ưa anh ta nên thường xuyên tránh né anh.[8]

### Phụ
- Anthony Atamanuik trong vai Sean, hàng xóm con người. Thỉnh thoảng anh phát hiện hành vi bất thường của Laszlo, nhưng sẽ quên hết do bị thôi miên. Họ tha cho anh ta sống vì anh hay giúp họ mang thùng rác vào khi họ quên. (phần 1; khách mời phần 2)
- Beanie Feldstein trong vai Jenna, một LARPer còn trinh trắng, người bị Guillermo dụ dỗ để ma cà rồng ăn thịt. Tuy nhiên, Nadja chứng kiến cô bị mọi người xung quanh đối xử tệ bạc nên đã biến cô thành ma cà rồng. Khi Nadja dạy cô cách làm ma cà rồng, cô phát hiện mình có khả năng tàn hình - rất hợp với việc cô thường bị mọi người lờ đi lúc còn sống.
- Doug Jones trong vai Baron Afanas, một ma cà rồng cổ đại từ Quốc gia Cũ. Ông tin rằng ma cà rồng nên thống trị thế giới. Cả Nadja và Laszlo đều từng quan hệ với ông dù ông không có bộ phận sinh dục. Ông tiết lộ rằng tên ông không phải là "Baron" (Nam tước) mà chỉ đơn giản là "barren (cằn cỗi)" vì ông bị vô sinh. Trong phần một, Guillermo đã vô tình giết chết ông bằng cách mở cửa cho nắng chiếu vào.
- Nick Kroll trong vai Simon Quỷ Quyệt, một ma cà rồng cai trị tất cả ma cà rồng ở Manhattan và sở hữu hộp đêm Sassy Cat. Anh là bạn thân của bộ ba Đảo Staten khi họ lần đầu tiên đến Mỹ. Anh thèm khát chiếc mũ bằng da phù thủy của Laszlo.
- Jake McDorman trong vai Jeff Suckler, tái sinh của người tình cũ của Nadja, Gregor, một hiệp sĩ mà kiếp nào cũng chết do bị chặt đầu. Nadja khôi phục kí ức để anh có thể giống với những kiếp trước, và thế là anh phải vào viện tâm thần. Hóa ra Laszlo là người đã giết Gregor mỗi kiếp, và kiếp này anh lại một lần nữa làm thế. (phần 1; khách mời phần 2)
- Veronika Slowikowska trong vai Shanice, bạn cùng phòng đại học của Jenna. Cô từng chứng kiến cảnh Jenna từ từ biến thành ma cà rồng. Cô gia nhập hội Sưu tập Muỗi vùng Ba Bang, một đội săn ma cà rồng nghiệp dư.